# Kumiko Watanabe
Kumiko Watanabe (jap. 渡辺 久美子; Watanabe Kumiko; * 7. Oktober 1965) ist eine japanische Synchronsprecherin aus der Präfektur Chiba, die unter anderem für Sigma Seven arbeitet. Ihre bekanntesten Sprechrollen sind Sergeant Keroro in Sgt.Frog, Shippo in InuYasha, Mother in Atashin'chi, und Klonoa in Kaze no Klonoa. Sie war mit Kōji Tsujitani verheiratet, der ebenfalls Seiyū gewesen ist. Beide lernten sich bei der Arbeit an InuYasha kennen.

## Filmografie

### Anime
Liste der Sprechrollen in Anime
- 1986: Uchūsen Sagittarius – Lib[3]
- 1986: Gundam ZZ – Beat[3]
- 1988: Sonic Soldier Borgman – Jun Momoki (Tooru)[3]
- 1988: Ronin Warriors – Jun Yamano[3]
- 1989: Momotaro Densetsu – Kintarou[3]
- 1990: Brave Exkaiser – Kouta Hoshikawa[3]
- 1990: The Hakkenden – Kurayago[3]
- 1991: The Heroic Legend of Arslan – Alfreed[3]
- 1991: Magical Princess Minky Momo Hold on to Your Dreams – Fairy 2[3]
- 1991: Genji Tsūshin Agedama – Wapuro[3]
- 1991: Condition Green – Barney Page[3]
- 1991: Oh! My Konbu – Musubi
- 1992: Tekkaman Blade – Jody[3]
- 1992: Ashita e Free Kick
- 1992: Jeanie with the Light Brown Hair (anime) – Helen[3]
- 1992: Babel II – LaShelle[3]
- 1992: Ys II: Castle in the Heavens – Tarf Hadal[3]
- 1993: Mobile Suit Victory Gundam – Katejina Loos[3]
- 1993: Nintama Rantarō – Minamoto Kingo
- 1993: Muka Muka Paradise – Uiba Shikatani[3]
- 1994: Tekkaman Blade II – Anita[3]
- 1994: Sins of the Sisters – Kozue Takemiya[3]
- 1995: Crayon Shin Chan – Kenji[3]
- 1995: Sailor Moon SuperS – JunJun[3]
- 1995: Soar High! Isami – Onna Karasu Tengu[3]
- 1995: Bonobono – Bonobono[3]
- 1995: Sailor Moon – Kigurumiko[3]
- 1995: Megami Paradise – Rouge[3]
- 1995: Saint Tail – Kenta[3]
- 1996: Bakusō Kyōdai Let's &amp; Go!! – J
- 1996: Case Closed – Yuuta Ogawa[3]
- 1996: Ijiwaru Baasan – Tsutomu[3]
- 1997: Revolutionary Girl Utena – Shadow Girl C-ko[3]
- 1998: Bakusou Kyoudai Let's & Go!! Max – Goki Ichimonji (Gou)[3]
- 1998: Anime Shūkan DX! Mi-Pha-Pu – Pu-chan
- 1998: Brain Powerd – Quincy Issā
- 1999: Corrector Yui – Eco
- 1999: Turn A Gundam – Fran Doll
- 1999: Zoids: Chaotic Century – Moonbay[3]
- 1999: Gundress – Kei Yung[3]
- 2000: Hamtaro – Moguru-kun
- 2000: Inuyasha – Shippo[3]
- 2001: Gyōten Ningen Batseelor – Tsuchiwarashi
- 2001: Hikaru no Go – Hideki Isobe[3]
- 2002: MegaMan NT Warrior Serie – Tōru Hikawa
- 2002: Digimon Frontier – Tomoki Himi[3]
- 2002: Atashin'chi – Mother[3][4]
- 2003: Beyblade G-Revolution – Julia
- 2003: Zatch Bell! – Sauza
- 2003: Rumiko Takahashi Anthology – Ritsuko Hirooka[3]
- 2003: Planetes – Claire Rondo[3]
- 2004: Sgt. Frog – Sgt. Keroro[3]
- 2004: Doki Doki School Hours – Linda Matsumoto[3]
- 2004: Samurai 7 – Honoka[3]
- 2004: Ojamajo Doremi Naisho – Fami Harukaze
- 2004: Gankutsuou: The Count of Monte Cristo – Héloïse de Villefort[3]
- 2005: Gun Sword – Catharine
- 2005: Oku-sama wa Mahō Shōjo: Bewitched Agnes – Miki Sakano
- 2006: One Piece – Fukurou
- 2006: Silk Road Kids – Bani
- 2007: Yes! Pretty Cure 5 – Yu Natsuki[3]
- 2007: You're Under Arrest: Full Throttle – Randi Toranosuke Hamondo
- 2009: Shangri-La – Klaris Lutz
- 2010: Working!! Serie – Kyōko Shirafuji[3][5]
- 2011: Digimon Fusion – Gumdramon
- 2011: Un-Go – Fumihiko Sasa
- 2013: Tamako Market – Fumiko Mitsumura[3][6]
- 2013: Dokidoki! Precure – Regina
- 2014: Inari, Konkon, Koi Iroha – Sanjou Keiko[7]
- 2014: Keroro – Keroro[8][9][10]
- 2015: Shin Atashin'chi – Mother

### Videospiele
Liste der Sprechrollen in Videospielen
- 1993: Battle Tycoon: Flash Hiders SFX – Calnarsa Lue Bonn
- 1994: Star Breaker – Isshu, Leina[3]
- 1994: Advanced V.G. – Reimi Jahana[3]
- 1994: Megami Tengoku: Megami Paradise – Rouge[3]
- 1994: Lunar: Eternal Blue – Mauri[3]
- 1995: Battle Tycoon – Calnarsa LeBon[3]
- 1995: Mahjong Sword – Lepias[3]
- 1996: Advanced V.G. – Reimi Jahana[3]
- 1996: Megami Paradise II – Rouge[3]
- 1996: Alice in Cyberland – Nikaido Yoko[3]
- 1997: Dragon Knight 4 – Rhynus, Sayla[3]
- 1997: Marica: Shinjitsu no Sekai – Toudou Kaname[3]
- 1997: Klonoa: Door to Phantomile – Klonoa
- 1998: Bakusō Kyōdai Let's &amp; Go!!: Eternal Wings – Gouki[3]
- 1998: Lunar 2: Eternal Blue Complete – Mauri[3]
- 1998: Advanced V.G. 2 – Reimi Jahana[3]
- 1999: Ace Combat 3 – Fiona Chris Fitzgerald
- 2001: Klonoa 2: Lunatea's Veil – Klonoa[3]
- 2005: Namco × Capcom – Klonoa, Amazona[11]
- 2006: Final Fantasy Fables: Chocobo Tales – Mowgli
- 2007: Final Fantasy Fables: Chocobo's Dungeon – Mowgli
- 2008: Tales of Vesperia – Karol Capel
- 2008: Klonoa: Door to Phantomile – Klonoa
- 2008: Chocobo to Mahō no Ehon: Majō to Shōjo to Gonin no Yūsha – Mowgli
- 2017: The Legend of Zelda: Breath of the Wild – Impa, Yunobo

### Audiodramas
Liste der Sprechrollen in Audiodramas
- Chivas 1-2-3 – Hop[3]
- Doki Doki School Hours – Linda Matsumoto[3]
- Hanasaki Komachi Girls – Sakurako Natsukawa[3]
- Little Princess: Marl Ōkoku no Ningyō Hime 2 – Gao, Tea[3]
- Little Princess: Marl Ōkoku no Ningyō Hime 2: Another Diary[3]
- Megami Paradise – Rouge[3]
- Pathway for Santa Claus -Santa ga kureta okurimono-[3]
- s-CRY-ed – Ryuko Saekki
- Silent Mobius: Silent Lovers – Minazuki Saya[3]
- Wrestle Angels – Bomber Kijima[3]

### Dubbing-Rollen
Liste der Sprechrollen in Übersee-Produktionen
- Die Hard 3
- Pororo the Little Penguin – Pororo
- Racing Stripes – Stripes-Kinder
- The Simpsons
- Woody Woodpecker – Woody

### Tokusatsu
Liste der Sprechrollen in Tokusatsu
- 2014: Ressha Sentai ToQger – Mikey[12]